# Sotero Sanz Villalba
Sotero Sanz Villalba (ur. 22 kwietnia 1919 w El Buste, zm. 17 stycznia 1978 w Santiago) – hiszpański duchowny rzymskokatolicki, arcybiskup tytularny, dyplomata papieski.

## Biografia
Studia odbył w seminarium duchownym w Tarazonie i Tudeli oraz na Papieskim Uniwersytecie Comillas, gdzie uzyskał doktorat z prawa kanonicznego. 4 lipca 1942 w Comillas z rąk biskupa Mondoñedo Benjamína de Arriby y Castro otrzymał święcenia prezbiteriatu i został kapłanem diecezji Tarazona. Był duszpasterzem w Buñuel oraz w Calatayud. W latach 1947–1948 wykładał w seminarium duchownym w Tarazonie.
W 1948 wyjechał do Rzymu, gdzie odbył dwuletnie studia na Papieskiej Akademii Kościelnej. Po studiach został zatrudniony w Sekretariacie Stanu Stolicy Apostolskiej. W dykasterii tej pełnił m.in. funkcje szefa Sekcji ds. Języka Hiszpańskiego, doradcy sekretarza stanu oraz papieskiego tłumacza języka hiszpańskiego. Brał udział w misjach dyplomatycznych. W 1967 został substytutem do spraw ogólnych Sekretariatu Stanu.
16 lipca 1970 papież Paweł VI mianował go nuncjuszem apostolskim w Chile oraz arcybiskupem tytularnym emeritoaugustyjskim. 12 września 1970 w bazylice Nuestra Señora del Pilar w Saragossie przyjął sakrę biskupią z rąk arcybiskupa Toledo, prymasa Hiszpanii kard. Vicente Enrique y Tarancóna. Współkonsekratorami byli arcybiskup Tarragony kard. Benjamín de Arriba y Castro oraz arcybiskup Saragossy Pedro Cantero Cuadrado.
Za jego misji w Chile doszło do puczu wojskowego i dojścia do władzy gen. Augusto Pinocheta. 24 listopada 1977 abp Sanz Villalba został przeniesiony na stanowisko delegata apostolskiego w Meksyku. Pod koniec grudnia 1977 przyjechał do Chile, aby się pożegnać. Wówczas z powodu nagłego ataku choroby musiał być hospitalizowany i poddany operacji w Katolickim Uniwersyteckim Szpitalu Klinicznym w Santiago, gdzie zmarł 17 stycznia 1978.